# NGC 2101
NGC 2101 је галаксија у сазвежђу Сликар која се налази на NGC листи објеката дубоког неба.
Деклинација објекта је - 52° 5' 24" а ректасцензија 5h 46m 22,4s. Привидна величина (магнитуда) објекта NGC 2101 износи 13,1 а фотографска магнитуда 13,7. Налази се на удаљености од 13,3000 милиона парсека од Сунца. NGC 2101 је још познат и под ознакама ESO 205-1, AM 0545-520, IRAS 05451-5206, PGC 17793.